# Мирна Печ (община)
Община Мирна Печ (словен. Občina Mirna Peč) — одна з общин Словенії. Адміністративним центром є місто Мирна Печ.
Найважливішою галуззю є виробництво текстильних виробів, одягу шкіряних та хутряних виробів, один з найважливіших напрямків діяльності є також сільське господарство.

## Населення
У 2011 році в общині проживало 2815 осіб, 1418 чоловіків і 1397 жінок. Чисельність економічно активного населення (за місцем проживання), 1247 осіб. Середня щомісячна чиста заробітна плата одного працівника (EUR), 947.37 (в середньому по Словенії 987.39). Приблизно кожен другий житель у громаді має автомобіль (54 автомобілів на 100 жителів). Середній вік жителів склав 39,1 роки (в середньому по Словенії 41.8). 